# Coccodus
Coccodus es un género extinto de peces que vivió durante el Cenomaniense. Las diferentes especies tenían enormes espinas y una columna curvada en la parte superior de su cabeza. La mayoría de estas especies tenían un cuerpo relativamente largo.

## Especies
Especies del género:
- Coccodus armatus
- Coccodus insignis